# Sopho Gelovani
Sopho Gelovani (Georgisch: სოფო გელოვანი) (Tbilisi, 21 maart 1983) is een Georgisch zangeres.

## Overzicht
Sopho Gelovani raakte in 2010 bekend in Georgië door haar deelname aan Geostar, de Georgische versie van Idool. Ze haalde de finale, maar verloor deze van Otar Nemsadze. Twee jaar later, op 31 december 2012, maakte de Georgische openbare omroep bekend dat Sopho Gelovani en Nodiko Tatisjvili waren uitgekozen om Georgië te vertegenwoordigen op het Eurovisiesongfestival 2013, in het Zweedse Malmö. Met hun nummer Waterfall geraakten ze in de finale en werden er vijftiende.
2007: Sopho Chalvasji · 
2008: Diana Goertskaja · 
2010: Sopho Nizjaradze · 
2011: Eldrine · 
2012: Anri Dzjochadze · 
2013: Sopho Gelovani & Nodiko Tatisjvili · 
2014: The Shin & Mariko Ebralidze · 
2015: Nina Sublatti · 
2016: Nika Kocharov & Young Georgian Lolitaz · 
2017: Tako Gatsjetsjiladze · 
2018: Ethno-Jazz Band Iriao · 
2019: Oto Nemsadze · 
2021: Tornike Kipiani · 
2022: Circus Mircus · 
2023: Iru Chetsjanovi · 
2024: Noetsa Boezaladze · 
2025: Mariam Sjengelia
- Gemeinsame Normdatei: 1179790138
- MusicBrainz: 470e3d42-41c3-40e6-b0ce-8ad9fcc2dac3
- Virtual International Authority File: 4257155226755584490002